# Владислав Денгофф
Владислав Денгофф (порт. Władysław Denhoff; 1639 — 7 жовтня 1683) — державний і військовий діяч, урядник Речі Посполитої.

## Життєпис
Походив з німецького шляхетського роду Денгоффів власного гербу. Єдиний син Герарда Денгоффа, воєводи поморського, і Софії Маргарити П'яст, княгині Бжезької. Народився 1639 року.
1662 року отримав від французького посла 9 тис. ліврів за підтримку впровадження Vivente rege (обрання наступника при живому королі) 1664 року стає полковником піхотного регіменту. У 1666 році Владислав Денгофф обирається від Гданського і Тчевського повітів Поморського воєводства на весняний і осінній сейми відповідно. 1668 року призначено очільником королівської гвардії та підкоморієм поморським.
У 1671 році обирається від Поморського воєводства на вальний сейм. Під час правління короля Міхала Корибута Вишневецького був членом Щебрешинської конфедерації на чолі з Яном Собеським, що виступала проти короля. В чині полковника коронних військ брав участь у війні з Османською імперією у 1672—1676 роках.
Після смерті короля у 1672 році підтримав обрання на престол Яна Собеського, що сталося 1673 року. Владислав Денгофф став його близьким соратником і радником, насамперед в балтійських питаннях. 1676 рокузнову стає послом від Поморського воєводства на сейм.
1677 року призначається каштеляном Хелмно. У 1677—1678 роках супроводжував короля Яна III під час його перебування в Гданську. 1677 року очолив комісію з вирішення спорів та конфліктів, що виникли в місті. Невдовзі стає воєводою поморським. 1679 року отримує посаду підскарбія Королівської Пруссії, а також староства косьцежинське, скаршевське і лігновське.
У 1683 році на чолі піхотної бригади брав участь у Віденській битві проти османів. Бився на лівому фланзі війська Речі Посполитої.
Під час битви під Парканами був оточений османами і загинув. При цьому через деяку схожість з королем ворог вирішив, що загинув Ян III. Відрубану голову Владислава Денгоффа вороги з тріумфом носили в своєму таборі. Кара Махмед-паша відправив у Буду новину про перемогу, і великий візир Кара-Мустафа відправив йому в підкріплення кілька тисяч кінноти. Проте наступного дня османське військо зазнало поразки. Згодом Денгоффа було поховано в мавзолеї Денгоффів при Ясногорській базиліці в Ченстохові.

## Родина
Дружина — Констанція, донька Богуслава Єжі Слушки, підскарбія надвірного литовського.
Діти:
- Станіслав Ернест (1673—1728), мечник великий коронний
- Тереза, дружина Юзефа Чорторийського, хорунжого великого литовського